# Parafia św. Jana Sarkandra w Górkach Wielkich
Parafia św. Jana Sarkanda w Górkach Wielkich – parafia rzymskokatolicka położona w dekanacie skoczowskim, w diecezji bielsko-żywieckiej. W 2005 zamieszkiwało ją ok. 840 katolików.
Pracę duszpasterską w parafii prowadzą ojcowie franciszkanie z Prowincji Wniebowzięcia NMP w Katowicach. Świątynią parafialną jest kościół przy klasztorze oo. franciszkanów.
Kaplicę i plac budowy pod nowy kościół i klasztor poświęcił 12 sierpnia 1990 ks. abp Damian Zimoń, ówczesny ordynariusz diecezji katowickiej, do której należały do 25 marca 1992 Górki Wielkie. Parafię założono na terenach należących kiedyś do rodziny Kossaków. W Górkach mieszkała m.in. pisarka Zofia Kossak-Szczucka. Parafię erygowano 27 lutego 1991.